# Instituto de Educação General Flores da Cunha
O Instituto de Educação General Flores da Cunha, conhecido como IE ou Instituto, é uma escola pública brasileira situada em Porto Alegre, nomeado em homenagem ao general e governador do Rio Grande do Sul, José Antônio Flores da Cunha. É o mais antigo estabelecimento de ensino secundário e de formação de professores do estado. Fundado em 1869 e desde 1937 em sua atual sede, desempenhou um papel central na educação no Rio Grande do Sul, mas o prédio, que é tombado pela Prefeitura e pelo IPHAE, foi negligenciado, e a partir de 2016 fechou para reformas, que foram paralisadas várias vezes. O governo apresentou em 2022 um novo projeto para seu funcionamento, pretendendo transformar o prédio histórico em um centro cultural, em parte gerenciado pela iniciativa privada, despertando o protesto dos professores, alunos, comunidade e uma série de organizações civis. Foi reinaugurado em 19 de fevereiro de 2024.

## História
Foi criado como Escola Normal da Província em 5 de março de 1869, instalada a 1.º de maio do mesmo ano, objetivando a formação de um quadro docente para o ensino primário, instalada a 1º de maio do mesmo ano, objetivando a formação de um quadro docente para o ensino primário. Seu primeiro diretor foi o Padre Cacique. Atendia meninos pela manhã e meninas à tarde.
Inicialmente a Escola funcionou em apenas duas peças de um sobrado localizado onde hoje está a Biblioteca Pública. A Escola recebeu uma sede nova em 1872, primeiro prédio público criado com finalidade escolar, na esquina da rua Duque de Caxias com a Marechal Floriano, onde permaneceu por 66 anos. O funcionamento da Escola Normal não foi muito tranquilo, sendo envolvida em ácidas disputas políticas e sendo alvo de frequentes ataques na imprensa, que condenavam a influência do clero conservador e obscurantista no ensino e o mau preparo dos mestres, e questionavam a eficácia dos seus métodos e doutrinas.
Depois das reformas estruturais da educação decretadas por Júlio de Castilhos em 1897, em 1901 foi transformada em Colégio Distrital de Porto Alegre, e em 1906 outro decreto a tornava Escola Complementar. Em 1909 mudou-se para um prédio construído especialmente para a Escola, situado na esquina da Rua da Igreja com a Rua de Bragança, contando com um museu com coleções de pássaros, insetos e aracnídeos, e laboratórios de Física, Química e Ciências Naturais.
Com o crescente número de alunos, o general Flores da Cunha determinou, em 1934, a construção de um novo espaço no então Campo da Redenção, atual Parque Farroupilha. Determinou-se o prazo de construção de 365 dias, mas foram necessários menos, 360, com custo de 2 contos e 200 mil réis (2:200$000), pagos à vista pelo governo estadual. Na Avenida Osvaldo Aranha, projetado por Fernando Corona e construído pela firma Azevedo, Moura & Gertum, primeiro o prédio abrigou o Pavilhão Cultural da Exposição do Centenário Farroupilha, em 1935. O evento, planejado para se encerrar em dezembro daquele ano, acabou se estendendo até o fim de 1936. As obras foram completadas com muita rapidez em 1936 e a Escola passou a funcionar em 18 de março de 1937. Contava com um espaço especial, no térreo, para receber visitantes ilustres, uma sala de orações e a Biblioteca Alfredo Clemente Pinto no andar superior, no centro do prédio. No projeto original, contaria ainda com um auditório para 2 mil pessoas, porém o custo alto fez o tamanho ser reduzido.
Ainda recebeu outros nomes, como Colégio Distrital, Escola Complementar e Escola Normal de Porto Alegre. Um decreto de 9 de janeiro de 1939 conferiu-lhe a presente denominação. Então sob a direção de Florinda Tubino Sampaio, primeira mulher a assumir a posição, as atividades docentes tiveram um novo impulso, introduziu diversas reformas nos métodos de ensino, acompanhando a renovação educativa que ia ocorrendo no Brasil, além de reorganizar os laboratórios de Química, Física e História Natural. Segundo Ana Cristina Beiser, "o processo revolucionário de 1930, a partir de seu discurso modernizador, havia possibilitado a criação de um espaço político para o desenvolvimento de ideias progressistas no setor educacional: laicização, coeducação e reivindicações pela ampliação da rede pública de ensino". Neste momento, a escola funcionava como "um centro educacional gerador de novas ideias e reflexões sobre os rumos da educação, desempenhando um papel relevante na condução da política educacional do Estado Novo no Rio Grande do Sul".
O Instituto teve e tem uma importante participação no universo educacional gaúcho e porto-alegrense. Diversas personalidades gaúchas frequentaram suas aulas, e ali foi o primeiro local no estado onde foram introduzidas metodologias pedagógicas e de formação de professores que tiravam partido das novas pesquisas em psicologia no início do século XX, inovações posteriormente irradiadas para outros estabelecimentos, num processo que teve destacada participação feminina "em uma época onde as mulheres eram relegadas a um papel secundário e a profissão de professora vista como complemento da maternidade".
O prédio foi tombado pelo município em 1997 junto com todo o Parque Farroupilha e pelo IPHAE em 2006. o IE conta com 12 mil m² de área, com 8,5 mil m² de área construída e três pavilhões: o principal, de frente para a avenida Osvaldo Aranha; o do ginásio de esportes, voltado para a avenida Setembrina; e o da Educação Infantil, de frente para o largo central do Parque Farroupilha.
Sua fachada, de dois pavimentos, é desenhada seguindo uma inspiração neoclássica austera e simplificada, destacando-se as imponentes colunas jônicas no pórtico de entrada e as pilastras de mesma linha nos blocos em projeção nas extremidades. No seu saguão existem três grandes e importantes pinturas a óleo, que estão entre as cinco maiores do país: Garibaldi e A Esquadra Farroupilha (5,45 m x 3,42 m, 1916), de Lucílio de Albuquerque, e Combate da Ponte da Azenha (5,46 m x 3,76 m,1923) e A Chegada dos Casais Açorianos (6,3 m x 5,5 m, 1923), ambas de Augusto Luiz de Freitas. As obras foram, inicialmente, encomendadas pelo então presidente do Rio Grande do Sul, Borges de Medeiros, para o Palácio Piratini, e foram tombadas pelo IPHAE em 2011.

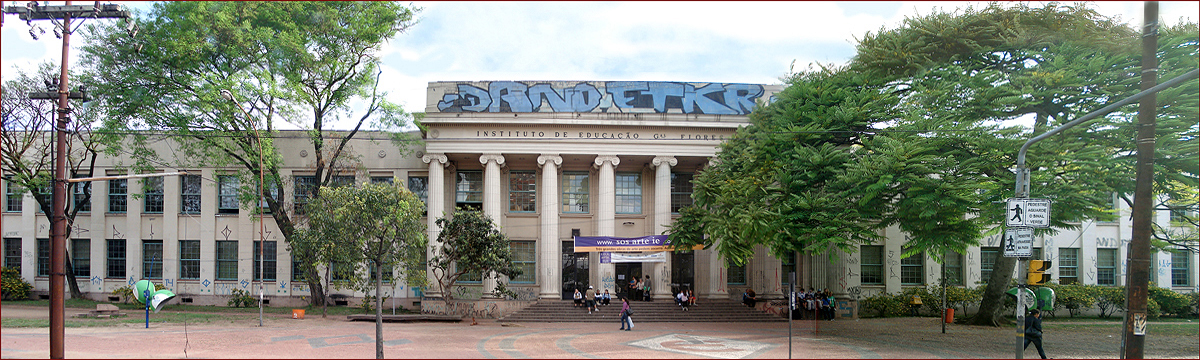
Vista parcial da fachada, em 2008

## Fechamento
Em 2016 o Instituto fechou suas portas devido à decadência do prédio histórico, com infiltrações, desabamento de partes do forro, equipamentos e espaços obsoletos ou estragados, além de atrasar salários de funcionários e pagamentos de fornecedores. Sofria, também, assaltos e vandalismo com frequência. Em 2007 haviam sido liberados 273 mil reais para reforma na rede elétrica e recuperação dos ginásios interditados, mas a decadência continuou. Um projeto de restauro foi organizado em 2014, mas obras foram paralisadas em 2017. Foi feita outra licitação e novamente as obras pararam em 2019.
Alunos, professores e amigos já expressaram muitas vezes na imprensa, abaixo-assinados e nas redes sociais sua inconformidade com o sucateamento de uma instituição de tão longa e rica história e tão importante para o ensino estadual, sem conseguirem respostas satisfatórias do governo, que decidiu por uma reorganização geral do espaço, o que gerou novos protestos. Em janeiro de 2022 o governo prometeu retomar as obras de restauro, destinando 23,4 milhões de reais, mas de acordo com o novo projeto o prédio vai abrigar também o Centro de Desenvolvimento dos Profissionais da Educação, o Centro Gaúcho de Educação Mediada por Tecnologias e o Museu Escola do Amanhã. Disse o governador Leite que "o objetivo é fazer do Instituto de Educação um complexo referência em formação de docentes e um espaço que aproxime as pessoas das novas formas de conhecimento, além de preparar professores e alunos para os desafios e exigências da nova economia, pautada na inovação". O museu é privado e o centro de desenvolvimento vai ser administrado pela iniciativa privada por meio de uma organização social.

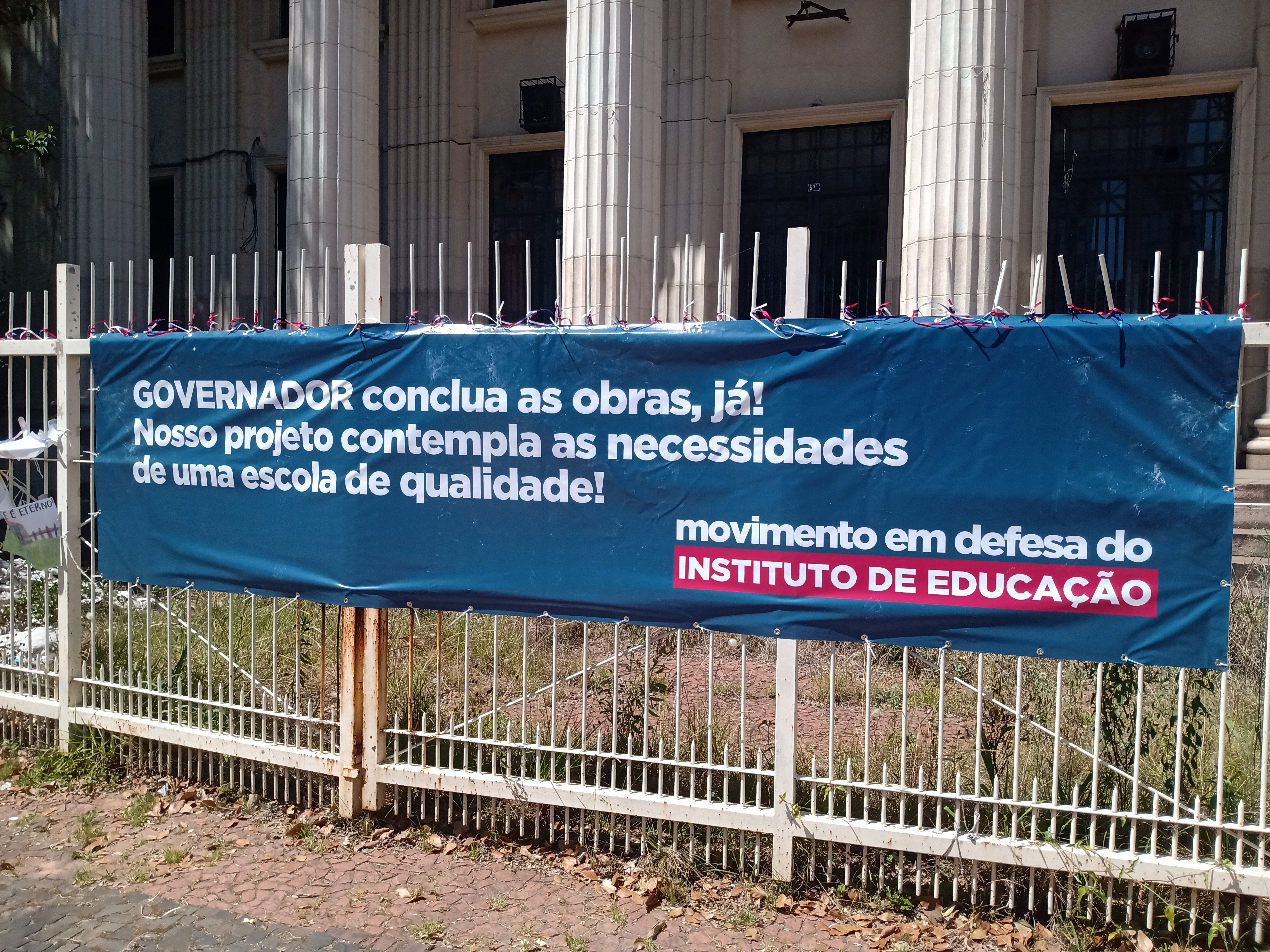
Cartaz na frente do Instituto em 2021 pedindo pela conclusão das obras

Os professores e alunos do Instituto criticaram o projeto como megalomaníaco e organizado sem nenhum diálogo, que desvirtua o perfil da instituição e até mesmo o caráter do projeto de restauro que havia sido elaborado: "Descaso, desrespeito, desvalorização, indignação e abandono. Esses são os sentimentos de toda a comunidade". Para Maria da Graça Ghiggi, membro da Comissão do Restauro, o governador "deu um novo destino para a escola como se aqui estivesse abandonado, sem projeto nenhum. Vai descaracterizar o projeto que a gente fez, teria que fazer um novo projeto". Ela disse ainda que a secretária de Educação sequer sabia que ali funcionava um colégio. Luciana Assis Brasil, presidente do Circulo de Pais e Mestres, disse que "ficamos desgastados, porque estamos nessa luta um bom tempo. Primeiro era pela reforma que o prédio estava precisando, precisava de um restauro. Nos fizeram uma promessa de 18 meses. E isso nunca aconteceu, a gente nunca mais voltou e agora vem a notícia de que o prédio pode ter outro fim. E a comunidade escolar é completamente ignorada, desprezada e não querem nem saber de conversar conosco". Amarildo Cenci, representante do Movimento em Defesa do Instituto de Educação, lamentou que "a lógica do atual governo é de desmonte, desvalorização das carreiras e sucateamento dos prédios para que a sociedade se convença de que não é possível ter uma escola pública de qualidade, oferecendo os espaços para o setor privado".
Em junho de 2022 os alunos, instalados provisoriamente em outro local, passaram três semanas às escuras pelo furto de cabos elétricos. Em agosto de 2022 foi instalada uma Frente Parlamentar em Defesa do Instituto de Educação, a fim de garantir sua manutenção integral como escola pública, tendo apoio da Associação dos Ex-alunos do Instituto, do Sindicato dos Professores do Ensino Privado do estado, da Associação dos Orientadores Educacionais do estado, do Sindicato Nacional dos Docentes das Instituições de Ensino Superior, da União Gaúcha dos Estudantes Secundaristas, da União Metropolitana dos Estudantes Secundários de Porto Alegre, dos grêmios estudantis dos Colégios Paula Soares e Protásio Alves, do Círculo de Pais e Mestres do Instituto e outras organizações.

## Reinauguração

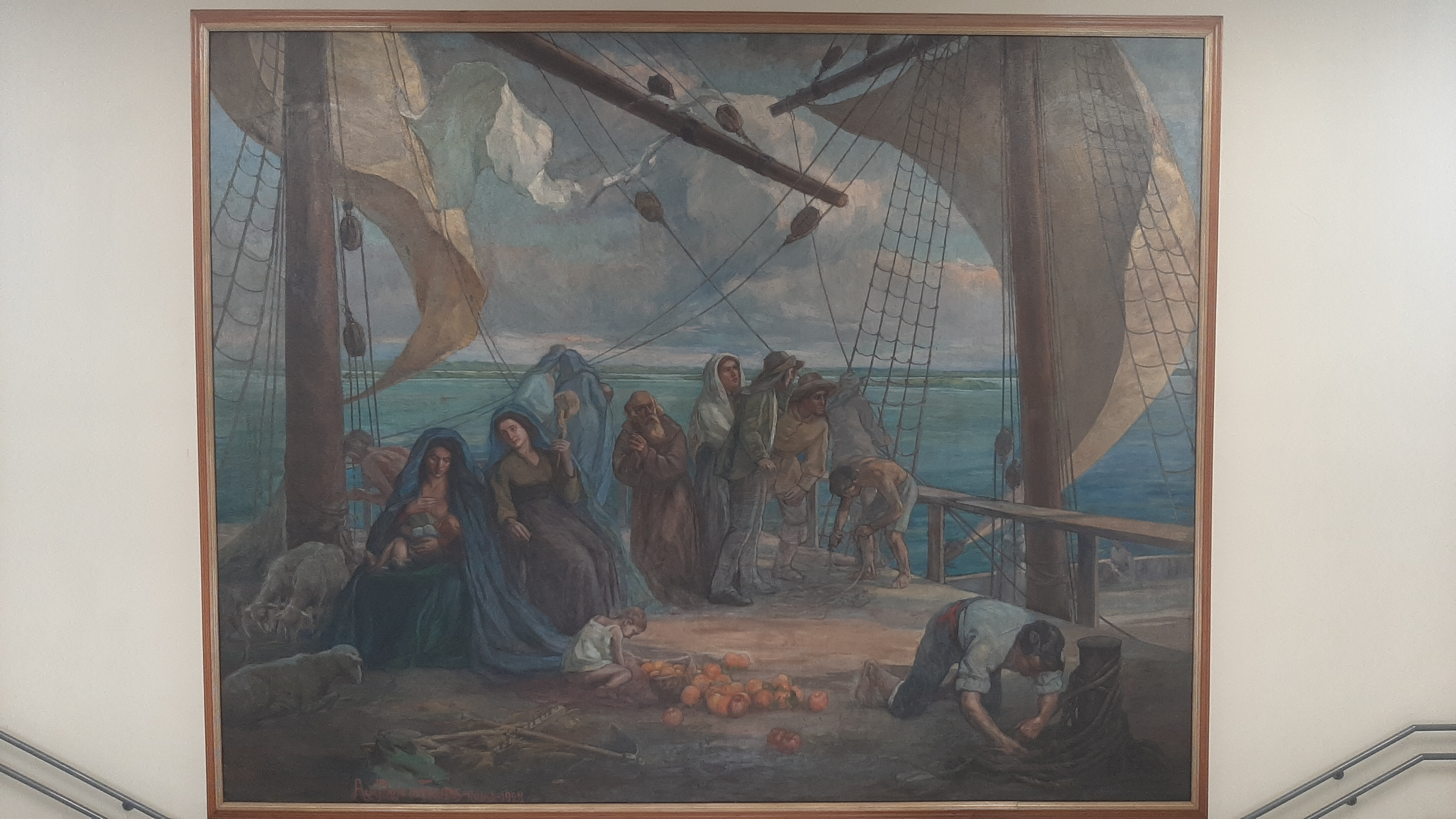
Tela restaurada Chegada dos Açorianos de Augusto Luiz de Freitas, bem tombado pelo estado gaúcho.

Em 19 de fevereiro de 2024, o Governo do Rio Grande do Sul reinaugurou as instalações do IE. As obras incluíram restauração e modernização do mobiliário, do auditório, do ginásio e dos pisos, com adequações às legislações de segurança contra incêndio e acessibilidade, recuperação de instalações elétricas e esquadrias e readequação de espaços. No prédio, foram reformados o saguão, a fachada, vinte salas de aula, refeitório, banheiros, cozinha, auditório com 392 lugares, laboratórios de Química, Biologia e Artes e Serigrafia além de ginásio, três quadras esportivas descobertas e pátio. Foram feitas obras na parte administrativa, incluindo a secretaria, sala da direção e vice-direção, Serviço de Supervisão Educacional, sala de recursos para alunos com necessidades especiais, sala dos professores, banheiros e sala multiúso. Também foram construídas uma central de lixo, gás e energia e uma cisterna.
As obras não estão concluídas. Ainda serão construídos o Centro de Formação e o Centro Gaúcho de Educação Mediada por Tecnologias (Cegemtec). Também será instalado o Museu da Escola do Amanhã, que ocupará 2 mil m² contando a história do IE e do ensino público do Rio Grande do Sul, além de ser espaço para atividades e exibir acervos sobre o ensino no século XXI. As três telas do saguão também seguem em restauração, com investimento de R$ 536 mil e previsão de entrega para 2024.